# Encyklopedia ogólna wiedzy ludzkiej
Encyklopedia ogólna wiedzy ludzkiej – 12-tomowa, polska encyklopedia wydana w Warszawie w latach 1872−1877  .

## Historia
Encyklopedia ukazała się dzięki staraniom redakcji polskich gazet: „Tygodnika Ilustrowanego” oraz „Wędrowca” . Została ona wydana w Warszawie znajdującej się wówczas na ziemiach polskich zaboru rosyjskiego dlatego jej treść została ocenzurowana przez carski urząd .
Encyklopedia miała charakter pracy zespołowej. Funkcję redaktora naczelnego pełnił Franciszek Maksymilian Sobieszczański .

## Opis
Wydano 12 tomów :
- T. 1, A-Arideus, 480 s.[2] ,
- T. 2, Aridura-Blaszka, 478 s.,
- T. 3, Blaszkoskrzelne Mięczaki-Chojnacki, 478 s.,
- T. 4, Chojnice-Dupuytren, 478 s.,
- T. 5, Duquela-Gatti-Gamona, 480 s.,
- T. 6, Gatunek-Hohol, 480 s.,
- T. 7, Holandya-Kiresza, 480 s.,
- T. 8, Kirgiz-Kajsaki-Likurg, 480 s.,
- T. 9, Lilak-Orleańska dziewica, 480 s.,
- T. 10, Orleański dom-Rostow nad Donem, 480 s.,
- T. 11, Rostowcow-Trubeż, 480 s.,
- T. 12, Truchsess-Zyźmory, 480 s..